# Ropica dorsalis
Ropica dorsalis es una especie de escarabajo longicornio del género Ropica, tribu Apomecynini, subfamilia Lamiinae. Fue descrita científicamente por Schwarzer en 1925.

## Descripción
Mide 5-8 milímetros de longitud.

## Distribución
Se distribuye por Bután, China, Japón, Nepal y Vietnam.